# Nieborzyn (powiat ciechanowski)
Nieborzyn – wieś sołecka w Polsce położona w województwie mazowieckim, w powiecie ciechanowskim, w gminie Grudusk.
Wieś szlachecka Nieborzyno położona była w drugiej połowie XVI wieku w powiecie ciechanowskim ziemi ciechanowskiej. W latach 1975–1998 miejscowość należała administracyjnie do województwa ciechanowskiego.